# Koutoubia-moskee
De Koutoubia-moskee (Arabisch: جامع الكتبية) is de grootste moskee in de Marokkaanse stad Marrakesh. 
De bouw van de moskee begon rond 1150. De minaret werd voltooid tijdens de regeerperiode van kalief Abu Yusuf Yaqub al-Mansur van de Berberse Almohadendynastie (1184-1199) en diende als voorbeeld voor de Giralda in Sevilla en later voor de Hassantoren in Rabat. Na de voltooiing van de minaret bleek echter dat de moskee niet goed gericht was op Mekka en daarop werd bevel gegeven deze te herbouwen.
De moskee staat vlak naast het bekende Djemaa el Fna, het centrale plein van de medina waar straatartiesten hun kunsten vertonen en dat 's avonds plaats biedt aan vele eetkraampjes, acrobaten en andere publiekstrekkers.
De naam is ontleend aan het Arabische al-Koutoubiyyin en betekent "bibliothecaris". Dit omdat vroeger rondom deze moskee verkopers van manuscripten hun waren aanboden.
De toren is 69 meter hoog. Binnenin bevinden zich zes verdiepingen met een kamer. Deze kamers worden omgeven door een opgang, waarlangs de muezzin vroeger het balkon kon bereiken. De bouwstijl is een traditionele Almohadenstijl. 
De toren wordt bekroond door een piek met vier koperen globes. Volgens de legende waren dit er oorspronkelijk drie en zouden deze zijn gemaakt van puur goud. De vierde zou geschonken zijn door de vrouw van Yaqub al-Mansur als compensatie voor haar falen om ook maar één dag te vasten tijdens de ramadan. Ze zou haar gouden sieraden hebben laten omsmelten om de vierde globe te maken.
De minaret van de Koutoubia diende als voorbeeld voor de Giraldamoskee in Sevilla, die weer model stond voor duizenden kerktorens in Spanje en Oost-Europa. Ook vele bouwwerken in de Verenigde Staten van Amerika en Rusland (in de Stalinistische periode) zijn geïnspireerd op de Giralda.
In 1943 maakte de Britse premier Winston Churchill na afloop van de Conferentie van Casablanca een schilderij van de toren, het enige doek van hem uit de oorlogsjaren. Hij schonk het aan de Amerikaanse president Franklin D. Roosevelt. In 2021 bracht actrice Angelina Jolie het schilderij op de veiling, en kreeg er tien miljoen dollar voor.